# Иодид плутония(III)
Иодид плутония(III) — неорганическое соединение,
соль плутония и иодистоводородной кислоты
с формулой PuI3,
зелёные кристаллы.

## Получение
- В инертной или вакуумированной среде пропускание чистого иодоводорода через нагретый плутоний:

{\displaystyle {\mathsf {2Pu+6HI\ {\xrightarrow {450^{o}C}}\ 2PuI_{3}+3H_{2}\uparrow }}}
- Нагревание в вакуумированной ампуле смеси металлического плутония и иодида ртути с последующей отгонкой ртути:

{\displaystyle {\mathsf {2Pu+3HgI_{2}\ {\xrightarrow {500^{o}C}}\ 2PuI_{3}+3Hg}}}
- Реакция диоксида плутония и иодида алюминия:

{\displaystyle {\mathsf {6PuO_{2}+8AlI_{3}\ {\xrightarrow {}}\ 6PuI_{3}+4Al_{2}O_{3}+3I_{2}}}}

## Физические свойства
Иодид плутония(III) образует зелёные очень гигроскопичные кристаллы
ромбической сингонии,
пространственная группа C cmm,
параметры ячейки a = 0,433 нм, b = 1,395 нм, c = 0,996 нм, Z = 4.
Чувствителен даже к незначительным количествам кислорода и влаги. Хранят в запаянных ампулах в инертной атмосфере.

## Химические свойства
- Разлагается следами воды:

{\displaystyle {\mathsf {PuI_{3}+H_{2}O\ {\xrightarrow {\ }}PuOI+2HI}}}